# Президентские выборы в Индии (2022)
Президентские выборы в Индии 2022 года — выборы, прошедшие 18 июля, по результатам которых президентом была избрана кандидат от партии Бхаратия джаната парти, Драупади Мурму. Её основным соперником был кандидат от оппозиции, Яшвант Синха, который проиграл, так как набрал меньшее количество голосов.
Победив на выборах Мурму стала первым президентом, родившимся после обретения независимости, второй женщиной на этом посту и самым молодым президентом Индии. Результаты объявили 21 июля.

## Кампания
Во время своей предвыборной кампании Мурму посетила различные штаты в поисках поддержки своей кандидатуры. Несколько оппозиционных партий, таких как БДД, БСП, ШС, Акали дал и другие, объявили о поддержке её кандидатуры до голосования.

## Инциденты
Конгресс подал жалобу в Избирательную комиссию на Друпади Мурму и БДП, обвинив их в нарушении избирательного кодекса в штате Карнатака. Партия Конгресса утверждала, что правящая БДП оказала влияние на депутатов парламента, предлагая взятки и другие стимулы в нарушение избирательного кодекса. Депутаты парламента были вызваны для обучения голосованию на президентских выборах и, как утверждается, предоставили роскошные номера, питание, спиртные напитки, напитки и развлечения.

## Результаты
| Кандидат                                         | Кандидат                                         | Коалиция                                         | Индивидуальные голоса | Избирательные голоса | %     |
| ------------------------------------------------ | ------------------------------------------------ | ------------------------------------------------ | --------------------- | -------------------- | ----- |
| Драупади Мурму                                   | Национальный демократический альянс              | 2824                                             | 676 803               | 64,03                | 64,03 |
| Яшвант Синха                                     | Объединённая оппозиция                           | 1877                                             | 380 177               |                      |       |
| Действительные голоса                            | Действительные голоса                            | Действительные голоса                            | 4701                  | 1 056 980            | 98,89 |
| Пустые и недействительные голоса                 | Пустые и недействительные голоса                 | Пустые и недействительные голоса                 | 53                    | 15 397               | 1,11  |
| Итог                                             | Итог                                             | Итог                                             | 4754                  | 1 072 377            | 100   |
| Зарегистрированные избиратели / Явка избирателей | Зарегистрированные избиратели / Явка избирателей | Зарегистрированные избиратели / Явка избирателей | 4796                  | 1 086 431            | 99,12 |

## Реакции
Сразу после того, как Мурму была объявлена победителем в выборах, главы разных государств поздравили её с победой. 
Президент России Владимир Путин поздравил Друпади Мурму с избранием на пост Президента Индии и выразил надежду на дальнейшее развитие российско-индийского политического диалога, а также продуктивного сотрудничества в различных областях под её руководством. Президент США Джо Байден поздравил её и назвал её победу «силой индийской демократии». Председатель Китая Си Цзиньпин поздравил её и сказал, что «он был бы готов работать с ней для укрепления политического взаимного доверия между Китаем и Индией». Президенты Непала, Шри-Ланки, Мальдивских островов и других стран также её поздравили.
После оглашения результатов выборов племенные общины в нескольких штатах отпраздновали её победу.